# Bistum Albano
Das Bistum Albano (lateinisch Dioecesis Albanensis, italienisch Diocesi suburbicaria di Albano) ist ein im 4. Jahrhundert begründetes suburbikarisches Bistum und gehört als solches der Kirchenprovinz Rom an. Sitz des Bistums ist Albano Laziale.

## Kardinalbischöfe des Bistums
Seit mindestens dem 4. Jahrhundert gibt es bereits Kardinalbischöfe im Bistum. Zwischenzeitlich blieb dieser Titel auch oft jahrelang oder früher auch jahrzehntelang vakant. Zeitweise waren Kardinalbischöfe des Bistums parallel auch Titelträger eines anderen Bistums, z. B. von Ostia. So war Gennaro Granito Pignatelli di Belmonte ab 1915 Kardinalbischof des Bistums und ab 1930 bis zu seinem Tod 1948 parallel auch von Ostia. Er leitete als Kardinaldekan das Konklave 1939, wo Papst Pius XII. gewählt wurde.
Auch wurde Luigi Traglia, der von 1972 bis 1977 Kardinalbischof dieses Bistums war, 1974 zum Kardinaldekan gewählt, bekam dadurch auch den damit verbundenen Titel Kardinalbischof von Ostia verliehen und war dies drei Jahre lang parallel in Albano von Ostia. Allerdings gibt es seit 1966 zusätzlich Diözesanbischöfe im Bistum, die nach einem Beschluss von Papst Johannes XXIII. von 1962 die pastoralen Verpflichtungen in suburbikarischen Bistümern übernehmen sollen. Die Kardinalbischöfe sind seitdem Titelinhaber ohne diese Verpflichtungen. Vor 1930 legten Kardinalbischöfe oft den Titel dieses Bistums ab, wenn sie ihn für ein anderes Bistum erhielten.
Kardinalbischof Angelo Sodano starb 2022, sodass es danach drei Jahre lang keinen Kardinalbischof im Bistum Albano gab. Seit 1991 war er Kardinalstaatssekretär und seit 1994 zusätzlich Kardinalbischof des Bistums. Er begleitete Papst Johannes Paul II. ab 1991 13 Jahre lang auf 53 Auslandsreisen, vertrat ihn bei der Zelebrierung der Messe am Ostersonntag 2005 und galt nach dessen Tod wenig später als papabile. Nach der Wahl von Papst Benedikt XVI. 2005 übernahm er verschiedene Aufgaben zu dessen Einführung, wurde im April 2005 dessen Nachfolger als Kardinaldekan (bis September 2006 zusätzlich zum Kardinalstaatssekretär) und berief acht Jahre später nach dessen Rücktritt das Konklave 2013 ein, wo er aus Altersgründen nicht mehr teilnehmen konnte.
Als Nachfolger wurde am 6. Februar 2025 Robert Francis Prevost von Papst Franziskus zum Kardinalbischof des Bistums erhoben. Drei Monate später, am 8. Mai 2025, wurde dieser selbst zum Papst gewählt (Leo XIV.). 
Papst Leo XIV. ernannte Luis Antonio Tagle am 24. Mai 2025 zum Kardinalbischof von Albano.